# Jean-David Beauguel
Jean-David Beauguel (* 21. března 1992 Štrasburk) je francouzský profesionální fotbalista, který hraje na pozici útočníka za polský Stal Mielec.

## Klubová kariéra
Hrál za rezervu francouzského Toulouse FC, druhou polovinu roku 2012 strávil v tuniském týmu Espérance Sportive de Tunis a od léta 2013 působil v nizozemském RKC Waalwijk. V sezoně 2013/14 vstřelil celkem 7 gólů v 32 zápasech.

### Dukla Praha
V červenci 2014 byl na testech v českém FK Dukla Praha. V prvním zkušebním zápase proti FK Varnsdorf nastoupil do druhého poločasu a soupeři nasázel 4 góly. Dukla díky němu vyhrála 4:0. Tímto na testech zaujal a podepsal tříletou smlouvu. Měl se stát náhradou za Zbyňka Pospěcha, který odešel do Německa do třetiligového FC Energie Cottbus. V 1. české lize debutoval 26. července 2014 v domácím utkání proti FC Baník Ostrava (0:0). První ligový gól si připsal 3. srpna 2014 proti FK Mladá Boleslav, již ve 4. minutě vstřelil po minele brankáře Aleše Hrušky vítěznou trefu zápasu (1:0). V Dukle měl doslova „raketový“ start, do listopadu 2014 nasázel 7 ligových branek. Poté jeho produktivita výrazně poklesla.

### Fastav Zlín
V zimní přestávce sezóny 2016/17 ePojisteni.cz ligy po skončení smlouvy s Duklou Praha o něj projevil zájem moravský klub FC Fastav Zlín, který po odchodu Harise Harby do Jižní Koreje potřeboval doplnit kádr. Testy dopadly úspěšně a Beauguel podepsal v novém působišti dvouletou smlouvu.
Se zlínským týmem vyhrál v sezóně 2016/17 český fotbalový pohár, ve finále 17. května 2017 na Andrově stadionu v Olomouci byl u vítězství Zlína 1:0 nad druholigovým SFC Opava.
V červnu 2017 přispěl k zisku další trofeje, premiérového Česko-slovenského Superpoháru (po zdolání Slovanu Bratislava). Během angažmá ve Zlíně trpěl na problémy se zády.

### Viktoria Plzeň

#### Sezóna 2018/19
V lednu 2019 se stal hráčem Viktorie Plzeň po vypršení smlouvy ve Zlíně. Ve Viktorii se měl Beauguel pokusit nahradit zraněného kanonýra Michaela Krmenčíka. Při premiéře za mistrovskou Viktorii dvakrát skóroval, když pomohl Plzni vyhrát úvodní přípravné utkání proti třetiligovému Ústí nad Orlicí 6:0. Skórovat dokázal i při svém soutěžním debutu za Viktorii. Z branky v Mladé Boleslavi ale francouzský fotbalista neměl tak velkou radost, protože úřadujícímu mistrovi na úvod prvoligového jara přinesla jenom remízu 1:1. V zápase 26. ligového kola proti Bohemians 1905 vstřelil dva góly už v úvodních 11 minutách, ale hattrick nestihl a na začátku druhé půle musel odstoupit kvůli svalovému zranění.

#### Sezóna 2019/20
Disciplinární komise Ligové fotbalové asociace zahájila v červnu 2020 řízení se Sigmou Olomouc kvůli rasistickému chování několika fanoušků vůči Beauguelovi. Olomoucký klub musel za rasistické chování fanoušků zaplatit pokutu 120 tisíc korun.

#### Sezóna 2020/21
V sezóně 2020/21 vstřelil 19 ligových branek ve 30 zápasech; stal se tak nejlepším střelcem Plzně v sezóně.

#### Sezóna 2021/22
V květnu 2022 Beauguel oznámil, že po sezóně opustí Plzeň, když se rozhodl neprodloužit končící smlouvu. V ročníku 2021/22 Beauguel patřil ke stěžejním oporám Plzně na cestě za překvapivým titulem, když s 19 góly ovládl tabulku kanonýrů. Získal ocenění pro nejlepšího útočníka sezony a nejlepšího cizince v anketě Ligové fotbalové asociace.

### Al-Wehda FC
Po skončení smlouvy v Plzni se rozhodl působit v Saúdské Arábii, když se stal posilou Al-Wehda FC, nováčka tamní nejvyšší soutěže. V lize však odehrál jen 16 zápasů a po sezóně v týmu skončil.

### Qingdao West Coast FC
V únoru 2024 podepsal smlouvu s nováčkem tamní Superligy Qingdao West Coast FC. Ve své první sezoně (hraje se systémem jaro/podzim) se stal stabilním členem základní sestavy. Nastoupil do 25 zápasů a vstřelil 5 branek.

### FKS Stal Mielec
Dne 24. února 2025 se po necelých 3 letech vrátil do Evropy, když podepsal smlouvu v Stalu Mielec.